# Петрик, Виктория Игоревна
Викто́рия Иго́ревна Пе́трик (укр.  Вікторія Ігорівна Петрик; род. 21 мая 1997 года, Одесса) — украинская певица. Обладательница титула самой сексуальной участницы Новой волны 2014 года. Победитель «Детской Новой волны 2010». Старшая сестра Анастасии Петрик. Представительница Украины на Детском Евровидение 2008 в Лимасоле, где заняла 2 место. Представительница Украины на Новой Волне 2014.

## Биография

### Ранние годы
Виктория Петрик родилась 21 мая 1997 года на берегу Чёрного моря в  Одессе, однако её детство прошло в селе Нерубайском, куда со временем переехала её семья. Родители Виктории Петрик тоже музыканты. Отец — Игорь Васильевич играет на клавишных инструментах. Мать — Татьяна Фёдоровна — скрипачка. У Виктории Петрик есть младшая сестра Анастасия Петрик, которая также является певицей.

### Личная жизнь
- Замужем, муж Владимир Андрушкевич, в браке с декабря 2016 г.
- Дети: сын Давид, родился 27 марта 2017 г.

### Карьера
С 2001 года представляла Воронцовский дворец детского и юношеского творчества, в 2002 году начала сольную карьеру. В 2003 году начала ходить в нерубайскую гимназию, через год поступила в музыкальную школу № 1 в Одессе: сначала на класс «скрипка», а через год перешла на отделение фортепиано.
Первую международную известность Виктория получила летом 2004 года, когда получила гран-при на международном детском конкурсе «Зоряні мости», в том же году на международном детском фестивале «Звёздочка» завоевала победу. В 2005 году заняла первое место на международном фестивале «Молода Галичина».
В 2008 году представляла Украину на Детском Евровидении, которое проходило на Кипре, с песней «Матросы», где заняла 2-е место.
В 2009 году Виктория получила украинскую премию «Человек года» в номинации «Юный талант».
Весной 2010 года вместе с младшей сестрой Настей участвовала в телешоу «Україна має талант», отборочный тур которого проходил в Одессе.
22 августа 2010 года заняла первое место на международном конкурсе «Детская Новая волна», которое разделила с армянской группой «Размик и друзья». Её сестра Анастасия Петрик победила в младшей возрастной группе.

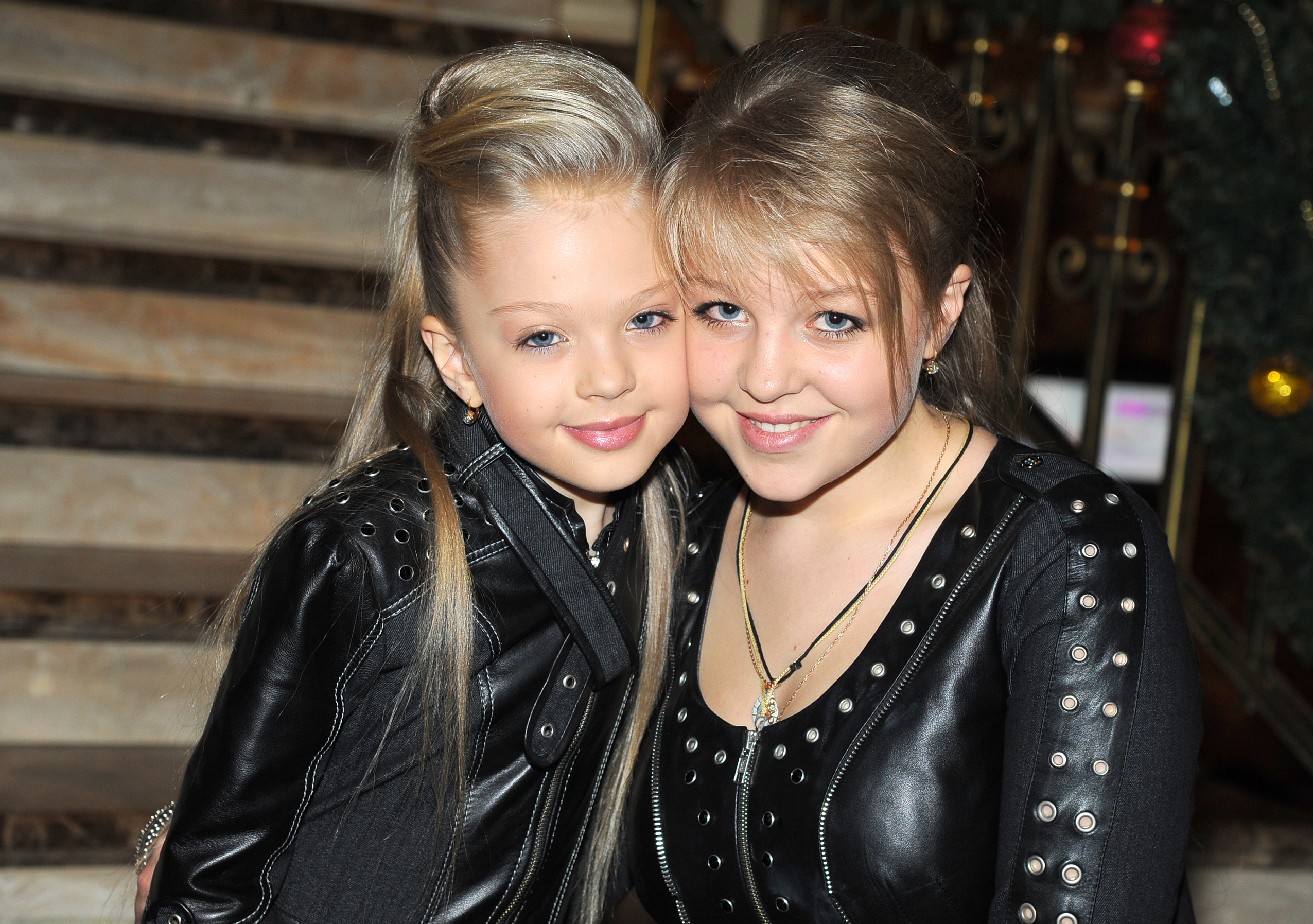
Анастасия и Виктория 2011

В 2012 году Виктория вновь получила премию «Человек года». Вместе с сестрой они победили в номинации «Кумир нации».
В 2013 году 15-летняя Виктория участвовала в отборочном туре на конкурс «Новая волна», но не прошла его, по словам жюри, из-за возраста (участникам должно быть не менее 16 лет).
В 2014 году Виктория принимала участие в национальном отборе на «Евровидение 2014» на Украине, заняв 2-е место проиграв Марии Яремчук с результатом 17 баллов. В этом же году Виктория вместе с Вячеславом Рыбиковым представила Украину на Новой Волне, где заняла второе место, проиграв двумя баллами участнице из Грузии. На конкурсе Новая волна 2014 Виктория оказалась в центре скандала из-за нашивки с российским триколором на спортивной форме. Свой выход она объяснила тем, что все участники были одеты так же, и считает, что конкурс не должен быть политизирован

## Дискография

### Синглы
- Love is Lord
- Freedom
- Overload
- Колдунья
- Весна

## Награды
- Вика Петрик — «Молодой талант года — 2012» — на 10-й церемонии награждения «Фаворитов Успеха»2004 — «Зоряні мости» — гран-при[6][14]

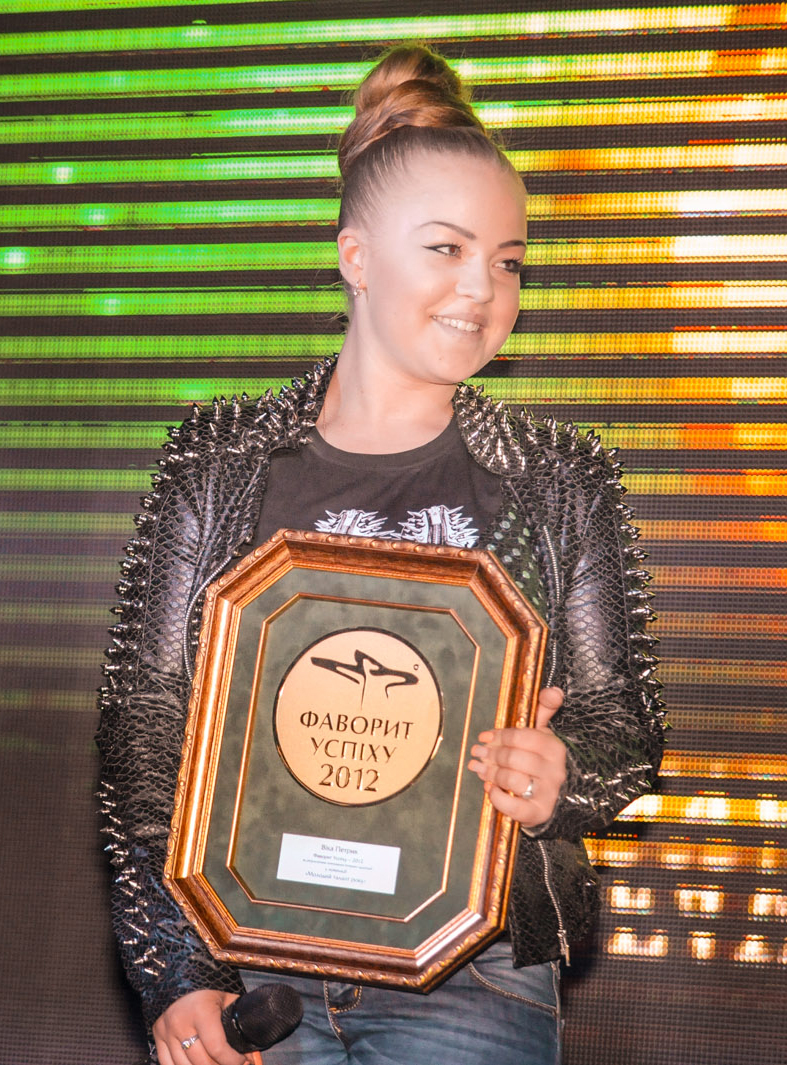
Вика Петрик — «Молодой талант года — 2012» — на 10-й церемонии награждения «Фаворитов Успеха»

- 2005 — «Молода Галичина» — I место[6][14]
- 2008 — Детское Евровидение — II место[4][6]
- 2010 — «Детская Новая волна» — I место[2]
- 2012, 2013 — «Фаворит Успеха» в номинации «Молодой талант»[15][16].
- 2014 — «Новая волна» — II место